# Jan z Żytawy
Jan z Żytawy – XV-wieczny iluminator czynny na Śląsku i we Wrocławiu.

## Działalność artystyczna
Jan z Żytawy pochodził prawdopodobnie z górnołużyckiego miasta Żytawa lub morawskiej Svitavy. Jego aktywność artystyczna datuje się na pierwszą ćwierć XV wieku, a jego prace znalazły odbicie w środowisku iluminatorów wrocławskich. Studiował prawdopodobnie w Pradze. Jego twórczość została zaliczona do późnej fazy stylu gotyku międzynarodowego (według Ernsta Klossa) lub do okresu przejściowego zrywającego ze „stylem pięknym” (według Alicji Karłowskiej-Kamzowej), przy czym ta ostatnia zaliczyła go do propagatorów realizmu w malarstwie śląskim w drugim i trzecim dziesięcioleciu XV wieku. Był uczniem praskiego Mistrza Mszału Hazemburskiego, przedstawiciela stylu pięknego oraz pozostawał pod wpływem twórczości innych praskich artystów, którzy działali w pierwszej dekadzie XV wieku. W jego pracach można odnaleźć również cechy charakterystyczne dla kręgu iluminatorów Biblii Konrada z Vechty powstałej w latach 1402-1403.

## Charakterystyka stylu

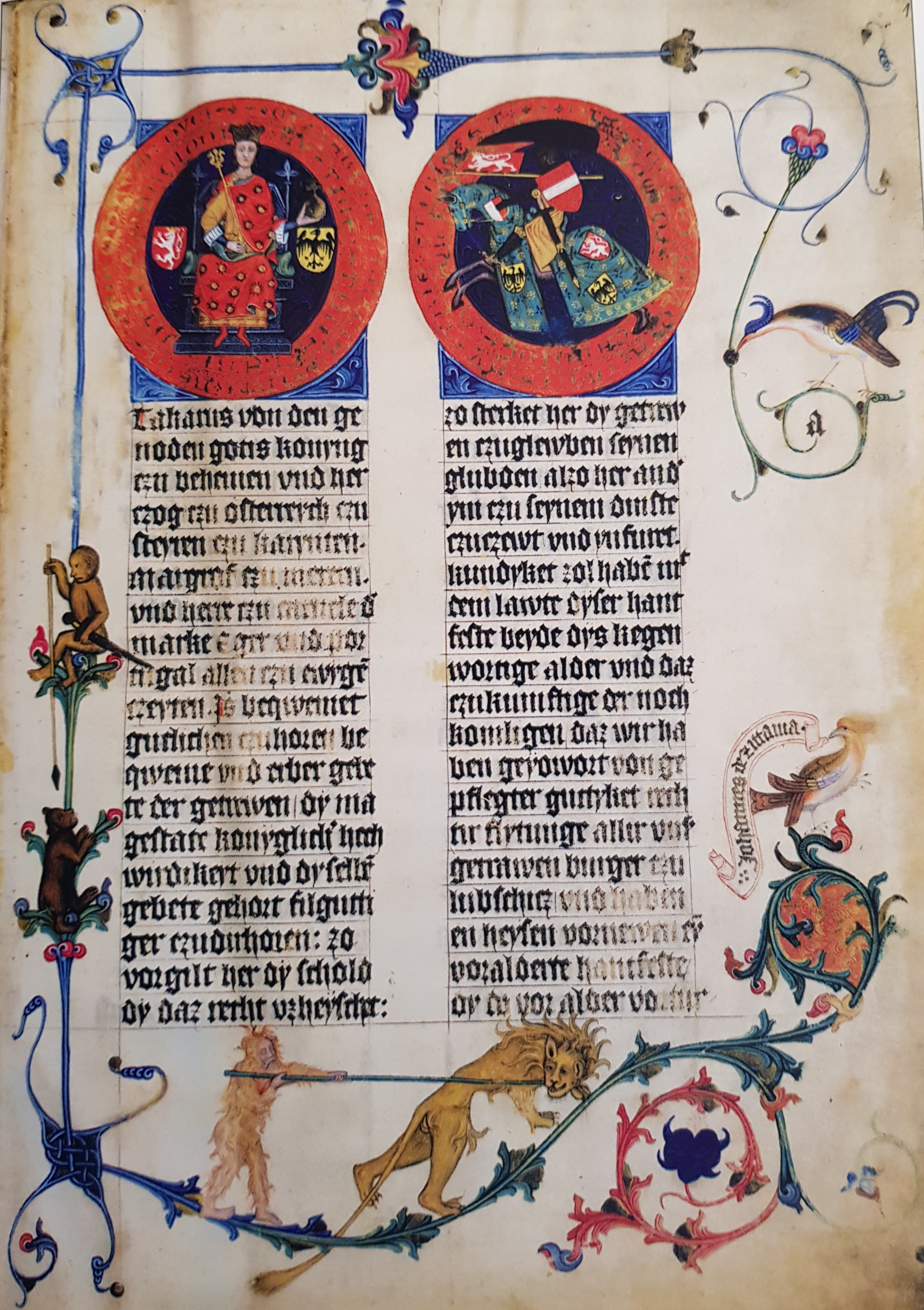
Strona z rękopisu Prawo miejskie dla Głubczyc z 1421

W twórczości Jana z Żytawy dominującą cechą jest linearyzm i graficzność kompozycji. Używane barwy są chłodne, matowe i czyste, a forma uproszczona. W jego palecie znajdowały się takie barwy i ich odcienie jak błękit nieba i azuryt oraz zieleń miedziowa, seledynowa i oliwkowa, cynober, kraplak, jasny róż, szarość popielata lub niebieskawa, wrzosowy fiolet, gorąca żółcień i ochra. Za pomocą tylko kilku powyższych barw tworzył swoje barwne kompozycje miniatur, przy czym zachowywał zasady symetrii oraz kontrastów barwnych i walorowych. Figury i płaszczyzny wyraźnie odznaczał linią, a w kontrastowych zestawieniach płaszczyzn barwnych, które tworzyły zamknięte przestrzenie wnętrz, umieszczał postacie ludzkie. Jego kompozycje cechuje stateczność i symetria, podkreślające wyraziście piony (np. iluminacja Zmartwychwstanie w Antyfonarzu klarysek wrocławskich). Wzorców dla swoich prac Jan z Żytawy szukał również w iluminatorstwie franko-flamandzkim, co szczególnie widoczne jest w Brewiarzu R 166, gdzie stworzył niezwykły krajobraz ogrodu Oliwnego.
Mistrz stosował dwie formuły postaci ludzkiej: jedna była wyidealizowana, przeznaczona dla uczestników scen religijnych, druga realistyczna i odnosząca się do zwykłych ludzi. Pierwsza formuła nawiązuje do stylu pięknego; jej przykładem są całostronicowe miniatury Mszału R 165, które przedstawiają stojące pojedynczo postacie Madonny Apokaliptycznej, św. Jana Ewangelisty i świętych dziewic. Jak zauważa Barbara Miodońska: „swoisty charakter postaciom nadaje jej ostry linearyzm i usztywnienie bogato rozbudowanych kaskad draperii o zgeometryzowanych układach”. Druga forma postaci ma cechy bardziej indywidualne i realistyczne, co głównie zauważalne jest w nadawaniu indywidualnych cech głowom i we wprowadzaniu współczesnych, prostych strojów z odsłoniętymi nogami.
Podobny linearyzm, usztywnienie i geometryzacja form charakteryzują rozwinięte dekoracje roślinne, często wprowadzane przez artystę. Jan z Żytawy jest tym, który jako pierwszy wprowadził na Śląsku nowy typ dekoracji marginalnej, zaczerpnięty z Pragi, z kręgu iluminatorów Biblii Konrada z Vechty. Przykładem takich innowacji są miniatury przedstawiające „pionowe i poziome pręty oderwane od inicjałów, splatające się w narożach kart i przechodzące w cienkie, słabo ulistnione łodygi tworzące wokół kolumn tekstu przejrzyste układy ramowe”. Łodygi roślin, najczęściej akantu, uzupełniał kwiatostanami, rozetami i szyszkami. Motywy roślinne Jan uzupełniał motywami ptaków, zarówno tych realnych, jak i fantastycznych, owadów, zwierząt i „dzikich ludzi” (np. małpą trzymającą kubek i zwierciadło), co było niespotykane we wcześniejszym malarstwie śląskim.
Kolejnymi innowacjami, jakie wprowadził Jan z Żytawy do śląskiego malarstwa książkowego, były nowości ikonograficzne oraz nowe tematy i ujęcia. Rozwinął i przetworzył wielokrotnie przez siebie ukazywaną scenę ukrzyżowania, dodając do niej tłum świadków i postacie zamaskowanych łotrów na krzyżach. Prawdopodobnie inspiracją dla artysty były miniatury z Mszału Zbyńka z Házemburka z 1409 roku, mające swoje korzenie w ikonografii włoskiej epoki Giotta i Duccia. Do często przedstawianych scen należy również Biczowanie Chrystusa lub różne warianty scen maryjnych, gdzie wzbogacił ikonografię własnymi wariantami tematów Niewiasty Apokaliptycznej na tle krzewu oraz Ewy i Marii (Biblia M 106). W tej samej Biblii Jan przedstawił własne interpretacje scen Adoracji Dzieciątka przez dziewczęcą Matkę oraz Zaśnięcia Marii w pozie klęczącej, które to stanowiły bardzo ważne wzory dla rozwoju ikonografii tych tematów na obszarach Czech, Moraw, Śląska i Małopolski.

## Iluminowane rękopisy
Jan z Żytawy jest autorem miniatur do około piętnastu ksiąg datowanych na lata 1420-1421. Dwie prace datowane na rok 1420 i 1421 zaopatrzył, jako jedyny artysta pracujący na Śląsku, sygnaturami "Johannes de Zittawia"; można je znaleźć na marginesach rękopisu Vitae Patrum (Wrocław, Biblioteka Uniwersytecka, rękopis IV F 179) i na banderoli na pierwszej stronie iluminowanej przez siebie księgi Codex iuris Lubschicensis (Księdze miejskiej z Głubczyc). W dwóch rękopisach Jan z Żytawy wykonał miniatury wielostronicowe: siedem dla Mszału R 155 i trzy otwierające Brewiarz R 166. Według Barbary Miodońskie, te bogate samodzielne kompozycje figuralne autora oraz jego kompozycje historyczne o tematyce zaczerpniętej z życia Chrystusa i z legend świętych Aleksego i Urszuli mogą sugerować, że Jan z Żytawy uprawiał również malarstwo tablicowe.
Jan z Żytawy jest autorem iluminacji w rękopisach:
- Codex iuris Lubschicensis (Opole AP, sygn 208, kodeks przepisany w 1421 przez Mikołaja Brevis (Kurz) w Krakowie);
- Vitae Patrum z klasztoru cystersów w Henrykowie (BUWr, rkps IV F 179 kodeks przepisany w 1420 przez Wacława za Slatinka, sygnowany));
- Mszał wrocławski z kościoła Świętej Elżbiety (R 165, dawniej w zbiorach Stadtbibliothek Breslau); w rękopisie znajduje się siedem całostronicowych miniatur;
- Antyfonarz klarysek wrocławskich lub Hymnarium klarysek wrocławskich If 430 (BUWr, IF 30);
- Breviarium Wratislavience (Brewiarz wrocławski, BUWr, R 166 z ok, 1420;) ze zbiorów Biblioteki Rehdigera[b]; brewiarz otwierają trzy całostronicowe miniatury ze scenami pasyjnymi: Ogrójec, Cierniem Koronowanie, Biczowanie[14];
- całostronicowa miniatura Ukrzyżowanie z pierwszej karty oraz inicjał T[e igitur] z ilustracją Biczowania pochodząca z niezachowanego Mszału IF 342 z kolegiaty w Głogowie[c].

Do prac warsztatowych Jana zalicza się iluminacje do I części Biblii z wrocławskiej Biblioteki Uniwersyteckiej (BUWr, M 1006) i część Mszału z Głogowa (BUWr. IF342).

## Uczniowie i spadkobiercy
Twórczość Jana z Żytawy oddziaływała głównie na iluminatorów śląskich. Kopiowano lub naśladowano system dekoracji karty oraz niektóre kompozycje, zwłaszcza sceny Ukrzyżowania. W różny sposób przetwarzano jego sposób ujęcia architektury wnętrza oraz sposób przedstawiania postaci ludzkiej. Według Alicji Karłowskiej-Kamzowej jego prace miały wpływ na wczesne małopolskie malarstwo tablicowe, głównie na Mistrza Ołtarza z Ptaszkowej.
Do grona uczniów Jana należał iluminator wrocławski zwany Mistrzem Postaci Żydowskich lub Mistrzem Księgi Szachowej. Był on autorem wielu rękopisów iluminowanych pochodzących z trzeciego dziesięciolecia XV wieku, m.in. dwóch mszałów z kościoła Świętej Elżbiety we Wrocławiu, Antyfonarza z 1426, Biblii kanoników regularnych z Żagania z 1422, wreszcie zaś ilustracji do rękopisu Liber de moribus hominum et officiis nobilium super ludo scacchorum, czyli Księgi figur szachowych, autorstwa Jakuba de Cessolis, od którego przybrał swój przydomek.

## Uwaga
1. ↑  Tzw. Antwerpska Biblia Konrada z Vechty to rękopis wykonany w latach 1402–1403 dla arcybiskupa Pragi Konrada z Vechty; Antwerpia, Museum Plantin-Moretus, Ms 15/I-II[3].
2. ↑  Thomas Rehdiger (1540-1576), był podróżnikiem, kolekcjonerem książek, dzieł sztuki, założycielem biblioteki przy kościele pw. św. Elżbiety we Wrocławiu[13]
3. ↑  Mszał kolegiaty w Głogowie IF 342 Wrocław Bibilioteka Uniwersytecka [14].